# Trollius
Trollius es un género con 30 especies de plantas de flores perteneciente a la familia Ranunculaceae, estrechamente relacionado con  Ranunculus. Son nativos de las regiones frías del Hemisferio Norte, con gran diversidad de especies en Asia,donde crece en suelos húmedos.

## Descripción
La mayoría son plantas herbáceas. perennes. Hojas palmeadas, sin estípulas con brillantes flores de color amarillo, aunque algunas las tienen de color naranja o lila.  T. europaeus tiene los pétalos curvados en forma esférica formando un globo.
Todas las especies de  Trollius son venenosas cuando están frescas para el ganado, pero su gusto desagradable hacen que usualmente no sean comidas.

## Taxonomía
El género fue descrito por Carlos Linneo y publicado en Species Plantarum 1: 556–557. 1753.
Etimología
Trollius: nombre genérico que parece ser la latinización del nombre suizo-germánico de esta planta: troll-blume. La especie tipo es: Trollius europaeus

## Especies seleccionadas
- Trollius acaulis
- Trollius altaicus
- Trollius asiaticus
- Trollius chinensis
- Trollius dschungaricus
- Trollius europaeus
- Trollius farreri
- Trollius japonicus
- Trollius laxus
- Trollius ledebourii
- Trollius lilacinus
- Trollius paluster
- Trollius papaverus
- Trollius pumilus
- Trollius ranunculinus
- Trollius yunnanensis

## Galería

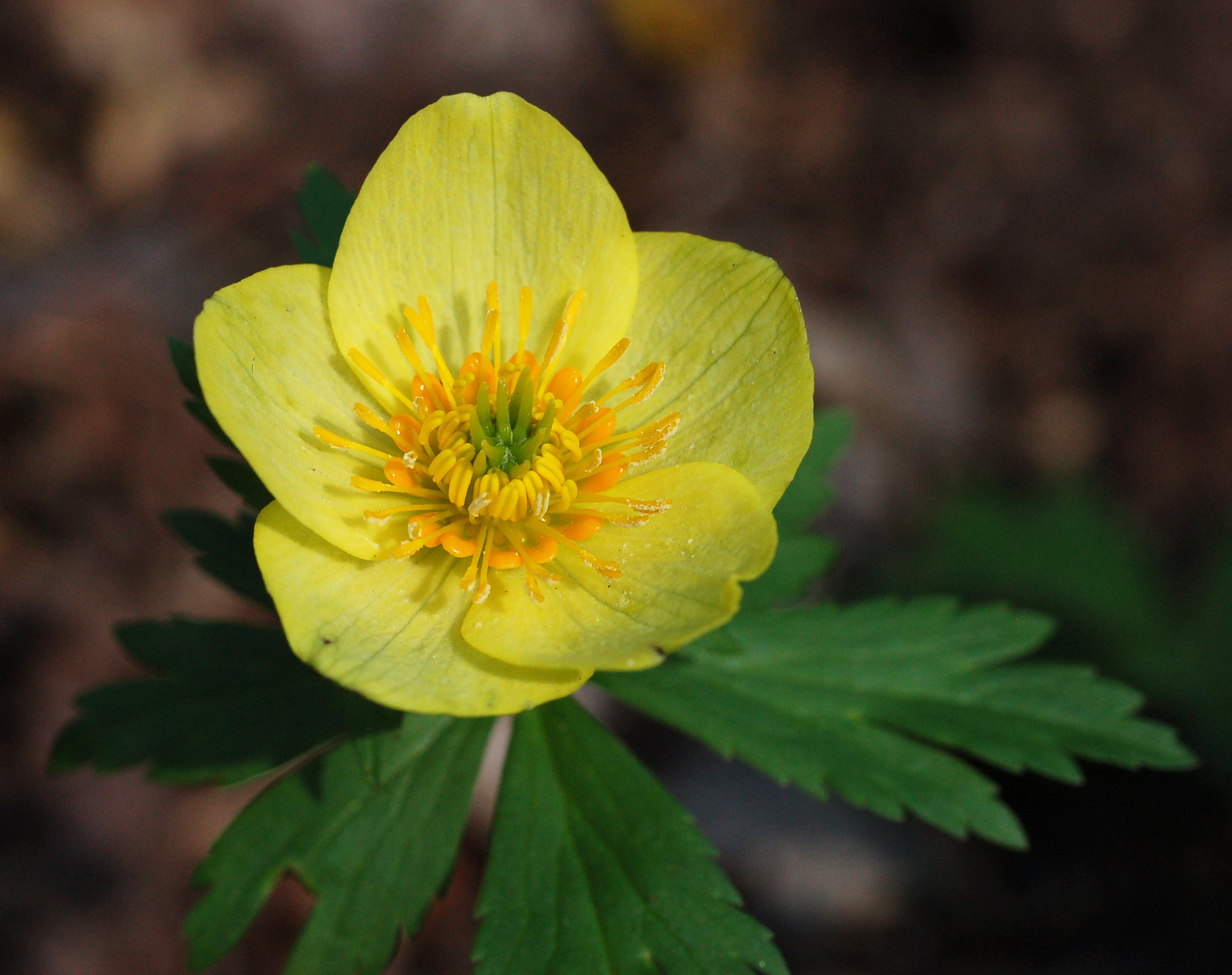
Trollius laxus
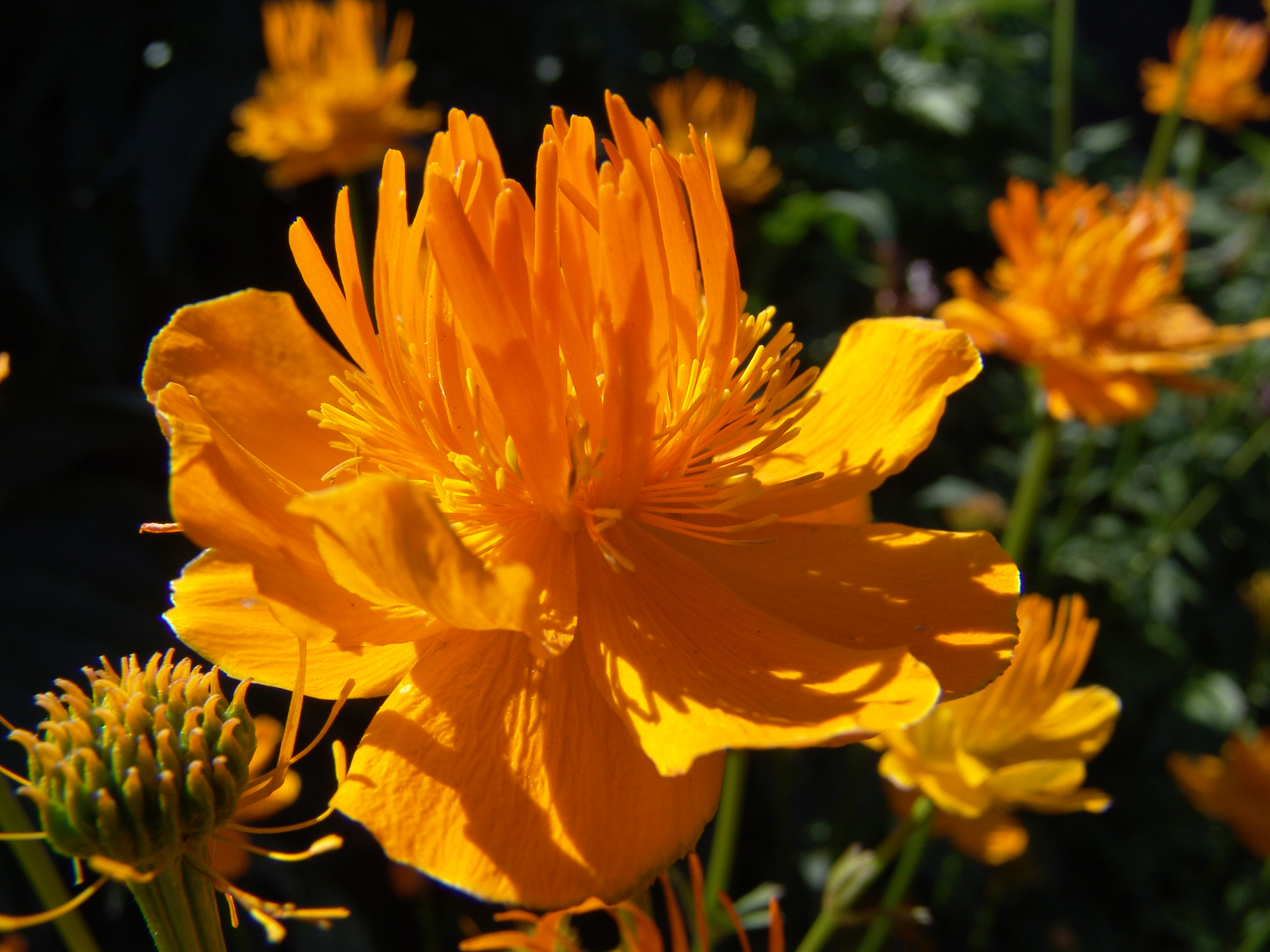
Trollius sp.
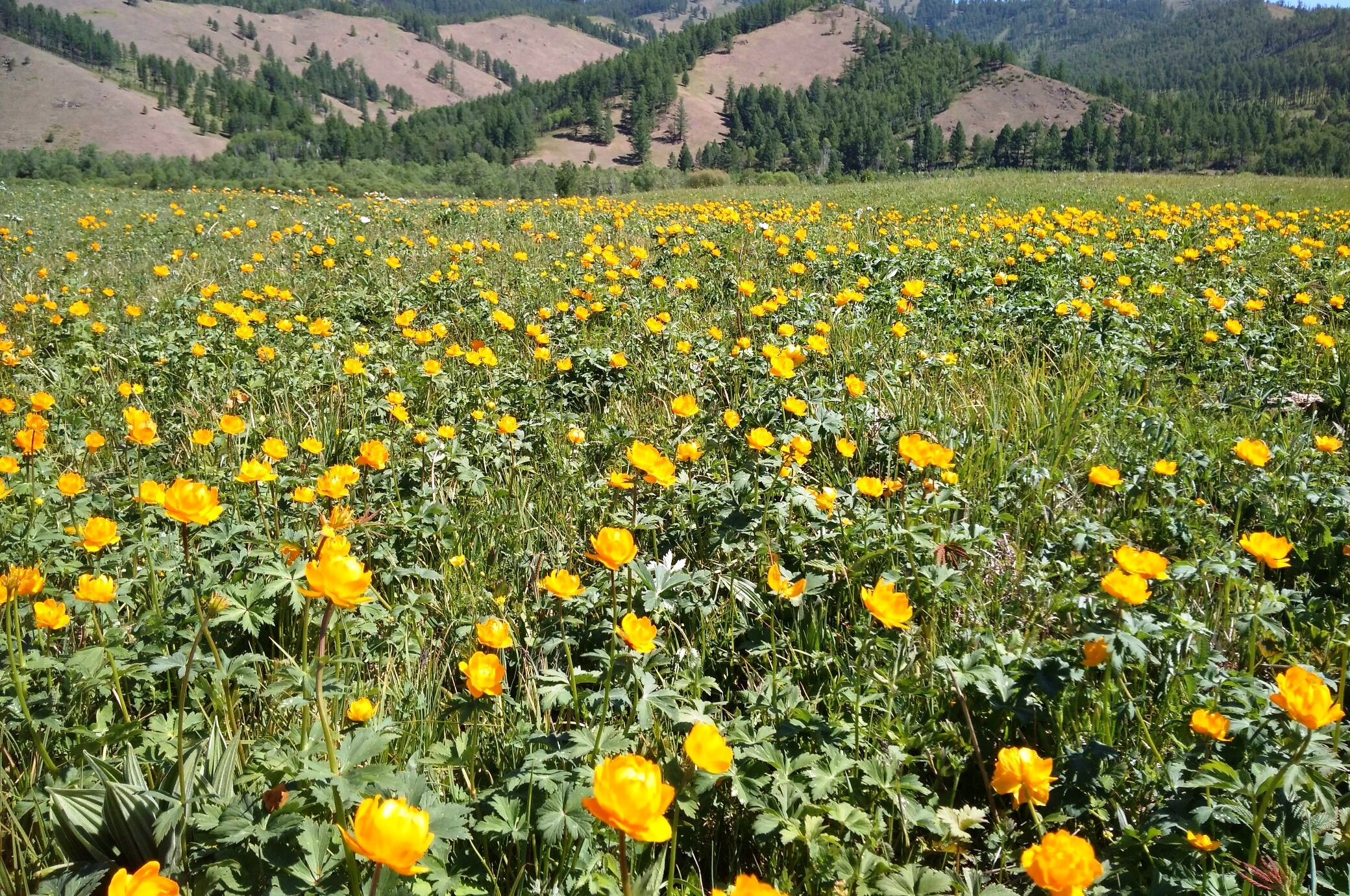
Trollius en el sur-oeste de Buriatia, Rusia